# BRITE

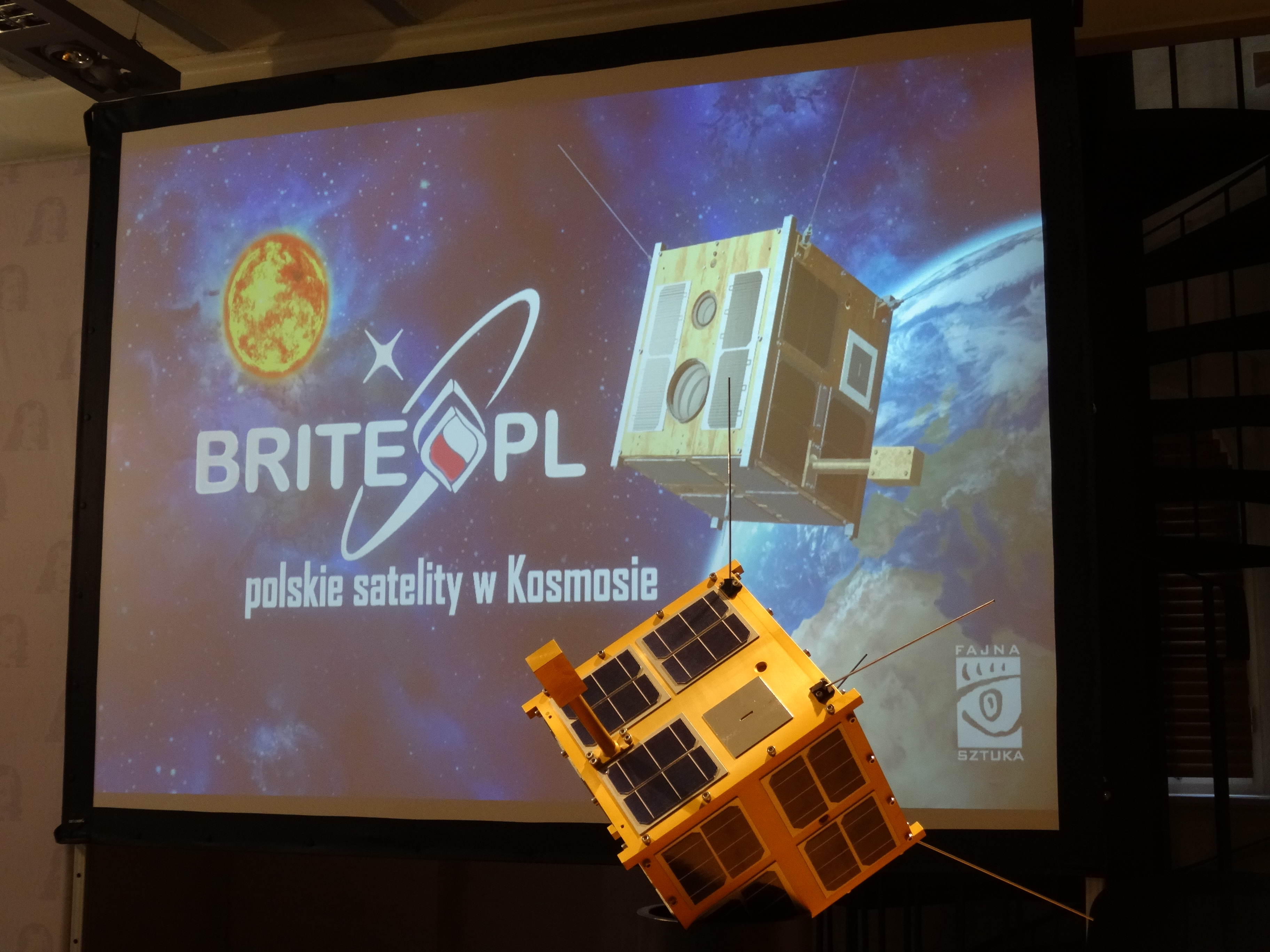
Modell des polnischen BRITE-Satelliten Heweliusz auf einer Ausstellung in Gdańsk

BRITE (BRIght-star Target Explorer) oder BRITE Constellation ist ein Satelliten-Projekt, welches mittels photometrischer Messungen die Variabilität der hellsten Sterne am Himmel untersuchen soll. Der erste der sechs Satelliten wurde am 25. Februar 2013 gestartet, der letzte am 19. August 2014. Je zwei Satelliten kommen aus Kanada, Österreich und Polen.

## Projektbeteiligte
Das Projekt wurde ursprünglich als Kooperation zwischen der Technischen Universität Graz und der University of Toronto begonnen, die FFG beschloss am 26. Oktober 2005 den Projektvorschlag zu fördern. Weitere Teilhaber an der Mission sind Arbeitsgruppen der Universitäten Wien, Montréal und der University of British Columbia. Am 16. Dezember 2009 schloss sich Polen dem BRITE-Projekt an, vertreten durch zwei Institute der Polnischen Akademie der Wissenschaften (Polska Akademia Nauk).
Mit dem Start des von der TU Graz betriebenen TUGsat-1 wurde Österreich erstmals nach Weltraumrecht ein Startstaat. Aus diesem Grund wurde 2011 das Weltraumgesetz vom österreichischen Parlament verabschiedet.

## Satelliten
BRITE ist ein ergänzendes Projekt zu MOST und hat als primäres wissenschaftliches Ziel, die Helligkeitsschwankungen von Sternen mit einer scheinbaren Helligkeit von kleiner als 4 mag photometrisch zu vermessen. Die Satelliten von BRITE Constellation sollen es ermöglichen, gleichzeitig (zumindest) zehn Sterne über einen Zeitraum von mindestens drei Monaten hinweg oder in zwei unterschiedlichen Epochen zu beobachten, MOST erreichte nur zwei Monate Beobachtungszeit bei einem Stern.
Die Nanosatelliten der BRITE-Constellation sind eine Weiterentwicklung des Satelliten CanX-2. Der in der BRITE-Constellation-Mission genutzte Satellitenbus hat eine Kantenlänge von 20 cm und eine Gesamtmasse von zirka 7 kg. Die wissenschaftliche Nutzlast ist ein Teleskop mit CCD-Bildsensor mit einer Auflösung von 4072 × 2720 Pixeln für differentielle photometrische Messungen der Helligkeit von Sternen. Die Satelliten werden sich auf einem sonnensynchronen polaren Orbit in 800 km Höhe bei einer Umlaufzeit von rund 100 Minuten bewegen, für die Bodenstationen in Graz, Warschau und Toronto sind die Satelliten pro Umlauf rund 10 Minuten in Empfangsreichweite.

## Startliste
Ursprünglich war BRITE-Constellation geplant als Verbund der zwei Nanosatelliten UniBRITE und TUGSAT-1, deren Start für 2008 mit einer Dnepr- oder Rockot-Rakete vorgesehen war. Verbesserungen an der Sternenkamera, Adaptionen bei der Software und der Wechsel der Trägerrakete sorgten jedoch immer wieder für Verzögerungen.
| Satellit                   | Land              | Startdatum, Uhrzeit (UTC) | Startplatz                 | Trägerrakete | Bemerkung             |
| -------------------------- | ----------------- | ------------------------- | -------------------------- | ------------ | --------------------- |
| UniBRITE                   | Kanada Österreich | 25. Februar 2013, 12:31   | Satish Dhawan Space Centre | PSLV C-20    |                       |
| TUGSAT-1 (BRITE-AUSTRIA)   | Österreich Kanada | 25. Februar 2013, 12:31   | Satish Dhawan Space Centre | PSLV C-20    |                       |
| Lem (BRITE-PL1, CanX-3C)   | Polen             | 21. November 2013, 07:10  | Jasny                      | Dnepr        |                       |
| BRITE-Toronto (BRITE-CA1)  | Kanada            | 19. Juni 2014, 19:11      | Jasny                      | Dnepr        |                       |
| BRITE-Montreal (BRITE-CA2) | Kanada            | 19. Juni 2014, 19:11      | Jasny                      | Dnepr        | ging nicht in Betrieb |
| Heweliusz (BRITE-PL2)      | Polen             | 19. August 2014, 03:15    | Taiyuan                    | CZ-4B Y-27   |                       |

Zum kanadischen Satellit BRITE-Montreal konnte nach dem Start kein Kontakt aufgenommen werden. Offenbar löste er sich nicht von der Trägerrakete.